# Gia Sandhu
Gia Sandhu (Canada, 15 settembre 1991) è un'attrice canadese.

## Biografia
Gia Sandhu è nata da una famiglia di etnia Punjabi, appartenente alla casta Jatt, in Canada, dove è cresciuta. Mentre frequentava il liceo, ha capito che voleva fare l'attrice, decidendo così di frequentare il corso di arti teatrali all'Università di Victoria per un anno. Ha poi frequentato la National Theatre School of Canada di Montréal. Dopo la laurea, ha ottenuto i suoi primi ruoli cinematografici. Successivamente si è diplomata al Conservatorio degli Attori.
Nel 2021 interpreta il personaggio di Ms. Perumal in otto episodi della serie televisiva statunitense per ragazzi di Disney+ La misteriosa accademia dei giovani geni (The Mysterious Benedict Society).
Nel 2022 entra a far parte del cast di Star Trek: Strange New Worlds, l'ottava serie live-action del franchise di fantascienza Star Trek, in cui impersona T'Pring, la fidanzata vulcaniana di Spock. Il personaggio era già apparso nella serie classica, nell'episodio Il duello (Amok Time), considerato uno dei migliori della serie, in cui Spock si trova ad affrontare il Pon-farr, scoprendo così che T'Pring (interpretata da Arlene Martel) si era innamorata di un altro vulcaniano e non desiderava più sposare Spock.

## Vita privata
Gia Sandhu è di religione sikh.

## Filmografia

### Attrice

#### Cinema
- The Moth Diaries, regia di Mary Harron (2011)
- The Time Traveler, regia di R.T. Thorne - cortometraggio (2015)
- Beeba Boys, regia di Deepa Mehta (2015)
- Curry Western, regia di Kamal Musale (2018)
- Un piccolo favore (A Simple Favor), regia di Paul Feig (2018)
- A Perfect Plan, regia di Jesse D. Ikeman (2020)

#### Televisione
- Bloodletting & Miraculous Cures, regia di Rachel Talalay, Kari Skogland, Erik Canuel e Gail Harvey - miniserie TV, episodio 1x02 (2010)
- Nikita - serie TV, episodi 2x09-2x14 (2011-2012)
- Saving Hope - serie TV, episodio 1x07 (2012)
- Dr. Bob's House - serie TV (2012)
- The Girlfriend Experience - serie TV, episodio 1x03 (2016)
- Kim's Convenience - serie TV, episodi 2x08-2x10-2x11 (2017)
- The Indian Detective, regia di Sandy Johnson - miniserie TV, 4 episodi 2017)
- Frankie Drake Mysteries - serie TV, episodio 1x09 (2018)
- The Greatest American Hero, regia di Christine Gernon - film TV (2018)
- Heartland - serie TV, episodio 12x11-13x05 (2019)
- Hudson & Rex - serie TV, episodio 2x07 (2019)
- Canadian Film Fest Presented by Super Channel - serie TV, episodio 1x03 (2020)
- Il simbolo perduto (The Lost Symbol) - serie TV, episodi 1x01-1x04 (2021)
- La misteriosa accademia dei giovani geni (The Mysterious Benedict Society) - serie TV, 8 episodi (2021)
- Star Trek: Strange New Worlds - serie TV, 4 episodi (2022-2023)
- Tracker - serie TV, episodio 1x03 (2024)

### Doppiatrice
- Le avventure di Luna (Let's Go Luna!) - serie animata, episodio 1x12 (2019) - Anita
- Rosie's Rules - serie animata, episodio 1x21 (2023)
- Star Trek: Very Short Treks - serie animata, episodio 1x02 (2023) - T'Pring

## Doppiatrici italiane
Nelle versioni in italiano delle opere in cui ha recitato, Gia Sandhu è stata doppiata da:
- Ilaria Latini ne La misteriosa accademia dei giovani geni
- Francesca Manicone in Star Trek: Strange New Worlds
- Valentina Favazza in Tracker